# Çaytepe, Genç
Çaytepe là một thị trấn thuộc huyện Genç, tỉnh Bingöl, Thổ Nhĩ Kỳ. Dân số thời điểm năm 2010 là 1.161 người.